# Dryops lutulentus
Dryops lutulentus är en skalbaggsart som först beskrevs av Wilhelm Ferdinand Erichson 1847.  Dryops lutulentus ingår i släktet Dryops, och familjen öronbaggar. Arten har ej påträffats i Sverige.